# Palinodie
Een palinodie is een liedtekst of gedicht waarin een eerder gedane uitspraak wordt ingetrokken. Wat eerder werd beweerd, wordt nu ontkend of tegengesproken. Het woord 'palinodie' is afgeleid van het Griekse 'palin' (weer) en 'oidè' (lied). In de dichtkunst is een palinodie een gedicht waarin de dichter een eerder gedicht herroept. 
De Griekse dichter Stesichorus (640-555 v.Chr.) schreef een gedicht dat bijzonder negatief was over Helena, de mooiste vrouw van Griekenland en de aanleiding voor de Trojaanse Oorlog. Hij werd verplicht om dit te rectificeren en schreef daarom een palinodie waarin hij zijn eerdere gedicht over Helena herriep.
Een recenter voorbeeld is dit klassieke gedicht van de Amerikaanse nonsensdichter Gelett Burgess (1866-1951), 'Purple Cow': 
I never saw a purple cow.
I never hope to see one.
But I can tell you anyhow
I'd rather see than be one.
Vermoeid door de reacties herriep hij later zijn dichterlijke uitspraak met de volgende palinodie:
Ah yes, I wrote the purple cow!
I’m sorry now I wrote it!
But I can tell you anyhow,
I’ll kill you if you quote it!